# Roncocreagris occidentalis
Espèce
Roncocreagris occidentalis est une espèce de pseudoscorpions de la famille des Neobisiidae.

## Distribution
Cette espèce est endémique du Centre au Portugal. Elle se rencontre à Cadaval dans la grotte Algar do Javali et à Atouguia da Baleia dans la grotte Gruta dos Bolhos.

## Description
La femelle holotype mesure 3,74 mm.

## Publication originale
- Reboleira, Zaragoza, Gonçalves & Oromí, 2013 : On hypogean Roncocreagris (Arachnida: Pseudoscorpiones: Neobisiidae) from Portugal, with descriptions of three new species. Zootaxa, no 3670(2), p. 283-299.